# جورج فيليب هان
جورج فيليب هان (بالإنجليزية: George Philip Hahn)‏ (و. – م) هو محامي، وقاضي من الولايات المتحدة الأمريكية.
وهو عضو في الحزب الجمهوري.

## التعليم
تعلم في جامعة ولاية أوهايو.